# Rise to Honor
Rise to honour er et action videospil udgivet og udviklet af Sony til PlayStation 2 spillekonsollen. Det blev først udgivet i Amerika i september 2003 og senere i Danmark i vinteren 2004.

## Handling
Spillet følger Kit Yun's (Jet Li) liv, en undercover Hong Kong politibetjent som er blevet udpeget som en bodyguard for Boss Chiang, en ven af Kit's far. Et år senere under Kit's undercover opgave, beslutter Boss Chiang sig for at forlade livet som organiseret kriminel, men ikke uden at modtage voldelige protester fra Kwan, en af hans samarbejdere, som forsøger at pusse adskillige bandemedlemmer på Boss Chiang for at snigmyrde ham. Til trods for Kit's indsats, bliver Boss Chiang snigmyrdet af af en mystisk snigskytte. På sit dødsleje beder Chiang Kit om at levere en kuvert til hans datter, Michelle. Da Kit og Michelle er barndomsvenner tager han med glæde i mod opgaven og rejser til San Francisco for at levere beskeden til hende, uanset hvilke forhindringer der en måtte komme i vejen for ham. I San Francisco mødes han med Chi, en ven af Kit og Michelle fra barndommen. Sammen prøver de at finde Michelle. Under deres søgen møder de mange fjender som nødvendigvis skal bekæmpes. Disse skurke parere imidlerled ordre fra et familiemedlem...

## Fakta
- Da det er et Jet Li action spil, er der blevet inddraget spidsfindige referencer til Li's tidligere film. Heriblandt følger:  
- Et gasmaskekammer imens han bekæmper Kwan, hvor Kit må tage Kwan's gasmaske for at restaurere sin egen luftforsyning, som er en reference til Black Mask.

- Kit giver slipper sit greb om et gelænder og gribber fat om det næste gelænder etagen under ham. Det udgør en refference til begyndelsen af Cradle 2 the Grave.

- To figure kan låses op: Wong Fei-Hung fra Once Upon a Time in China serien, og Chen Zen fra Fist of Legend filmen. Ved at gennemføre spillet fuldendt han spillere indtaste denne snydekode i hovedmenuen: Hold L1 + R1 nede og tryk Cirkel, firkant, ned, venstre. Derefter will en gonggong lyde, og spilleren kan så spille som en stegt Pekingand.

- Kit bekæmper tvillinger før han bekæmper hovedfjenden er en reference til Kiss of the Dragon.

- Tvlingebrødrende i den ovenstående sætning hedder Fei og Hung, navnene er inspireret af folkehelten Wong Fei-Hung.

- Kit brækker nakken på en kriminel med sine ben er lignende med en scene fra Dødbringende våben 4.

Alle stunts som Jet Li udfører i spillet er virkelige. De er blevet filmet i et specielt rum med bevægelseskamerafangere.